# 小长山岛
小长山岛位于中国东北地区辽东半岛东侧黄海中，是长山群岛里长山列岛中的一座岛屿，属于辽宁省长海县小长山岛镇管辖。

## 地理
小长山岛位于大长山岛东南部，岛形似鱼钩，东西长10.8千米，海岸线长46.4千米，陆地面积17.2平方千米，最高点位于岛东南端的东大旺山，海拔148.7米。
小长山岛西北隔耶尔玛克海峡（长山海峡、中长山海峡）与大长山岛相临，南滨外长山海峡与外长山列岛相望。

## 交通
在长山大桥建成以前，小长山岛对外交通主要依靠航运。小长山岛主要的港口是位于中部南岸的庙底湾港，能够停靠高速客船和客滚船舶，也是当地渔业生产物资的主要进出口港口。另外还有主要承担与大长山岛之间轮渡任务的西沟港。
2014年7月1日，连接大小长山岛、全长3.45千米的长山大桥正式通车，使得大小长山岛连成一体。